# 530 Turandot
Az 530 Turandot egy a Naprendszer kisbolygói közül, amit Max Wolf fedezett fel 1904. április 11-én.